# Estelle et Erwine Laverne
Pour les articles homonymes, voir Laverne.
 (mai 2024).
La mise en forme du texte ne suit pas les recommandations de Wikipédia : il faut le « wikifier ».
Les points d'amélioration suivants sont les cas les plus fréquents. Le détail des points à revoir est peut-être précisé sur la page de discussion.
- Les titres sont pré-formatés par le logiciel. Ils ne sont ni en capitales, ni en gras.
- Le texte ne doit pas être écrit en capitales (les noms de famille non plus), ni en gras, ni en italique, ni en « petit »…
- Le gras n'est utilisé que pour surligner le titre de l'article dans l'introduction, une seule fois.
- L'italique est rarement utilisé : mots en langue étrangère, titres d'œuvres, noms de bateaux, etc.
- Les citations ne sont pas en italique mais en corps de texte normal. Elles sont entourées par des guillemets français : « et ».
- Les listes à puces sont à éviter, des paragraphes rédigés étant largement préférés. Les tableaux sont à réserver à la présentation de données structurées (résultats, etc.).
- Les appels de note de bas de page (petits chiffres en exposant, introduits par l'outil «  Source ») sont à placer entre la fin de phrase et le point final[comme ça].
- Les liens internes (vers d'autres articles de Wikipédia) sont à choisir avec parcimonie. Créez des liens vers des articles approfondissant le sujet. Les termes génériques sans rapport avec le sujet sont à éviter, ainsi que les répétitions de liens vers un même terme.
- Les liens externes sont à placer uniquement dans une section « Liens externes », à la fin de l'article. Ces liens sont à choisir avec parcimonie suivant les règles définies. Si un lien sert de source à l'article, son insertion dans le texte est à faire par les notes de bas de page.
- La présentation des références doit suivre les conventions bibliographiques. Il est recommandé d'utiliser les modèles {{Ouvrage}}, {{Chapitre}}, {{Article}}, {{Lien web}} et/ou {{Bibliographie}}. Le mode d'édition visuel peut mettre en forme automatiquement les références.
- Insérer une infobox (cadre d'informations à droite) n'est pas obligatoire pour parachever la mise en page.

Pour une aide détaillée, merci de consulter Aide:Wikification.
Si vous pensez que ces points ont été résolus, vous pouvez retirer ce bandeau et améliorer la mise en forme d'un autre article.
 (décembre 2023).
Erwine Laverne (né en 1909 à New York et décédé en 2003) et son épouse Estelle Laverne - née Lester (née en 1915 à New York et décédée en 1998) sont tous deux créateurs de mobiliers et fondateurs de Laverne Originals.

## Biographie
Erwine et Estelle Laverne se rencontrent à l'Art Students League où ils étudient la peinture. Ils commencent à travailler ensemble en 1934 (l'année de leur mariage). Leur premier projet commun sera la création de papiers peints sérigraphiés à la main.
En 1942 à New York, ils fondent ensemble Laverne Originals (qui deviendra par la suite Laverne International). L'entreprise produit des papiers peints et des textiles imprimés. Les premières séries à succès sont les tissus Marbalia et des papiers peints simulant des effets de marbre et de bois, conçus par Erwine en 1948. Laverne Originals collabore avec des architectes et des designers renommés. Ray Komai contribue à la création de nombreux imprimés textiles produits par l'entreprise. Entre 1949 et 1955, le couple Laverne collabore avec William Katavolos (de), Ross F. Littell (en) et Douglas Kelley (en) qui dessinent alors la plupart des meubles, tissus et autres objets produits par Laverne Originals.
En 1952, l'entreprise installée à New York possède des succursales à Los Angeles et à San Francisco. Ses locaux new-yorkais consistent en une salle d'exposition qui ressemble à une galerie d'art.
Dès la fin des années 1950, Estelle et Erwine Laverne commencent à dessiner leurs propres meubles. En 1957, ils créent la série Invisibles. Ces meubles ludiques sont fabriqués en plastique moulé transparent aux formes arrondies. Les sièges sont conçus en forme de fleurs (d'abord en forme de bouton d'or et de lys, puis de narcisse et de jonquille). Estelle Laverne précisa alors « nous avons besoin dans nos maisons de quelque chose qui représente une solution imaginative à un problème » et les meubles transparents constituent un élément de contraste dans l'intérieur américain.
En 1958, le couple présente Lotus, un siège avec une assise en fibre de verre aux formes arrondies dont le dossier est partiellement ouvert. En 1960, ils proposent Champagne, leur version de la célèbre chaise Tulipe de Saarinen pour Knoll. En fibre de verre, elle présente une assise en forme de trois pétales de tulipe (pour le dossier et les deux accoudoirs) déposée sur une tige (le pied du fauteuil).
Le couple conçoit également des objets décoratifs comme la série Golliwogs. Ces sculptures métalliques en forme de totem sont peintes à la main et représentent toute une série de personnages. Les Golliwogs servent tout autant de coupes à fruits que de pots décoratifs pour des plantes.
En 1964, l'entreprise ferme à la suite d'ennuis de santé d'Estelle Laverne et l'aventure de Laverne International prend fin, cependant certaines lignes continuent d'être produites par d'autres entreprises dans les années qui suivent.